# Loveland (Ohio)
Loveland es una ciudad ubicada en los tres condados de Hamilton, Clermont, y Warren en el estado estadounidense de Ohio. En el Censo de 2010 tenía una población de 12.081 habitantes y una densidad poblacional de 932,71 personas por km².
Se encuentra en el suroeste de Ohio, acerca de la salida 52 de la Interestatal 275, a 24 km (15 millas) al noreste de las afueras de Cincinnati. Está situado en las orillas del río Miami Pequeño, y colinda con los municipios de Symmes, Miami, y Hamilton.

## Geografía
Loveland se encuentra ubicada en las coordenadas 39°16′3″N 84°16′28″O / 39.26750, -84.27444. Según la Oficina del Censo de los Estados Unidos, Loveland tiene una superficie total de 12.95 km², de la cual 12.76 km² corresponden a tierra firme y (1.48%) 0.19 km² es agua.
No como muchas ciudades de Ohio, Loveland se encuentra en tres condados: Hamilton, Clermont, y Warren.

## Demografía
Según el censo de 2010, había 12.081 personas residiendo en Loveland. La densidad de población era de 932,71 hab./km². De los 12.081 habitantes, Loveland estaba compuesto por el 93.54% blancos, el 2.09% eran afroamericanos, el 0.13% eran amerindios, el 1.68% eran asiáticos, el 0.09% eran isleños del Pacífico, el 0.6% eran de otras razas y el 1.86% pertenecían a dos o más razas. Del total de la población el 2.44% eran hispanos o latinos de cualquier raza.